# Dennis Brown
Dennis Emanuel Brown (Kingston, 1 de febrero de 1957- ib., 1 de julio de 1999) fue un músico jamaicano de reggae. Su padre, Arthur Brown, periodista y guionista, y su hermano Basil influyeron considerablemente en la motivación de Dennis por la música.
En 2023, aparece en el puesto número 67 de la lista "Los 200 mejores cantantes de todos los tiempos" de la revista Rolling Stone.

## Biografía
Brown nació y vivió en Orange Street, mundialmente conocida como Beat Street, un punto central para la música en Kingston. A sólo pasos de su hogar, el clásico Ska jamaiquino cobraba vida en estudios de grabación en los cuales se formaron leyendas del género ska y reggae como Falcons Band o el mismo Bob Marley. Tenía tres hermanos mayores y una hermana, y su madre fallece en los 1960s.
Al poco tiempo, los productores conocen la gran voz de Brown, que en la época tocaba y cantaba sobre cajas de cerveza junto a sus amigos. Con su ya conocido talento, llegó a tocar junto a Marcia Griffiths, Stranger Cole, Tommy Cowan, Byron Lee y Ken Boothe con los cuales fomentaron el crecimiento del reggae a lo largo de Jamaica y luego por todo el mundo. Edgard Seaga, promotor musical, lo hace vocalista del grupo, dándose cuenta del enorme talento del entonces niño Dennis Brown.
Luego de un tiempo Brown conoce a Coxsone Dodd, líder del Studio One, con el cual establecen una relación de colaboración que provoca su primer disco en 1970. Con apenas 11 años graba su primer gran éxito "No man is an Island" en 1969, esta canción fue la base para la creación de su primer disco un año después. En plena adolescencia deja el Studio One y comienza a buscar nuevos horizontes. Es así como llega donde Derrick Harriot con el cual edita Super Reggae and Soul Hits, disco clásico que refleja madurez y que reúne el trabajo de Brown durante sus primeros años.
Muchos lo consideran como el sucesor de Bob Marley, incluso hoy artistas de la talla de Luciano y Frankie Paul, entre otros clásicos del reggae, toman su estilo como referencia a la hora de hacer su música. Junto a Joe Gibbs, productor de Duhaney Park Studio, grabó en 1972 la canción que le abrirá las puertas internacionalmente y que lo transformará en una estrella del género en su país con tan solo 16 años, esta canción la llamó “Money in my Pocket”.
Aunque su estilo en un principio se vio muy influenciado por el soul, al conocer a Winston Holness, Brown se acercó más al roots reggae, género que lo lanzó a la fama y lo inmortalizó para siempre. Con esto, dejó de ser el niño prodigio del soul Jamaicano y comenzó un proceso de maduración y búsqueda de un estilo personal. Sus canciones comenzaron a hablar de cultura, paz, amor y un estilo de vida que era mucho más maduro que su edad biológica.
Brown salió de Jamaica para hacer su carrera en Estados Unidos y Reino Unido, sus actividades aumentaron considerablemente y esto le pasó la cuenta físicamente. Con apenas 17 años y su problema pulmonar debió ser internado por 6 meses en una clínica jamaicana. Los médicos lo obligaron a no cantar por un año.
Luego de este periodo sin actividad, Brown comienza a producir y grabar solo, con ello algo importante de su música se perdió y vuelve donde Holness. En 1976 retoman las grabaciones y su relación será aún más cercana que antes. Luego de este reencuentro surge el segundo disco, en 1977, llamado Wolf and Leopard. Con esto Brown se consolida internacionalmente.
Es en esta época cuando Dennis Brown se acerca a la cultura Rastafari, pasando a ser junto a Bob Marley, miembro de una de las doce tribus de Israel, de las más influyentes de la época. Es también en esta época cuando producen, junto a Joe Gibbs, su álbum Visions of Dennis Brown, disco que es elegido como el mejor trabajo reggae de 1977, ganándole incluso al disco Exodus de Bob Marley.
Luego de estos éxitos, nace en Brown el deseo por trabajar por su propia cuenta, esto lo logra en 1978, con la creación de su propio sello discográfico llamado DEB. Este proyecto tuvo una corta duración, pero significó el periodo de mayores éxitos durante su carrera. De este periodo nació su disco So Long Rastafar I en 1979, el cual fue de los más exitosos creado por este artista. En sus letras combinó mensajes de paz, romanticismo, soul y reggae, estilo que lo llevó a ser un astro sobre el escenario. En 1979 Dennis Brown, a pesar de su corta edad, era considerado una leyenda, cada una de sus canciones se convertía en éxito y así ocurrió con "Man next door", entre muchas otras.
En este momento de su carrera, ya era el artista más importante en los sound systems jamaicanos. Con el tiempo se convirtió en todo un fenómeno del roots reggae. Además comenzó a ser respetado por la comunidad Rasta, y por los demás artistas de la época que lo consideraban “El más grande”.
Todos esperaban que se convirtiera en una estrella internacional, tal como Bob Marley, Peter Tosh y Culture. En 1980 Brown firma con el sello A and M, uno de los más grandes sellos de la época. Con esto emigró a Inglaterra, donde grababa la mayoría de sus discos. Al grabar en Europa, Brown comenzó a perder su esencia que tanto lo caracterizaba, comenzó a grabar discos de corte más comercial para atraer al público, principalmente de Estados Unidos. Suavizó sus letras y empezó a indagar en el funk.
Al finalizar su contrato, regresa a Jamaica donde retoma su camino 100% reggae volviendo a dominar las listas del género con grandes clásicos como "Promised Land" y su gran tema "Revolution". Comenzó de esta manera un nuevo periodo de creatividad y éxitos que lo mantuvieron por más de 15 años en la cima del reggae jamaicano con tan solo 27 años. A pesar de esto, las cosas no se le dan para dar el gran salto internacional.
Al morir Bob Marley, Brown comienza a ser acosado constantemente. La isla cambia un poco y es invadida por el crack y las armas. Los gangsters lo presionan, al igual que los más pobres, los cuales le piden ayuda que siempre estuvo dispuesto a dar.
Brown comienza a grabar muchas canciones, con muchos productores. Se rodeó de malas influencias y la calidad de sus obras bajó. A pesar de esto su reggae se mantuvo vivo incluso con la llegada del dance hall a la isla. En 1989, graba un súper éxito junto a otra leyenda del reggae, Gregory Isaacs. Esta obra fue llamada Big All Araund, y consolidó a esta dupla por la calidad de sus voces y sus letras. Conquistaron al público joven y nuevamente Brown está en el centro de la escena del reggae.
Durante los 90 grabó una gran cantidad de discos, combinando dentro del reggae, el lovers, dancehall y el roots. Tocó junto a Cocoa Tea y Freddie Mc Gregor formando el álbum Legit al más puro estilo roots. A pesar de los buenos resultados de este disco, los 90 fueron un periodo de baja para Brown, su voz decayó al igual que la calidad de sus canciones. Su salud no era apta para tantas giras y tanta actividad, por lo cual rechazó muchas giras. Durante el último tiempo Dennis recurrió a la cocaína, y su adicción creció.
El 1 de julio de 1999 es ingresado al hospital por una insuficiencia respiratoria que no logró superar y que finalmente le causó la muerte en su ciudad natal, Kingston. Una de las leyendas del reggae jamaicano, tal vez la más grande de todas, no pudo resistir. A pesar de esto, con un solo pulmón cantó y amó la música, su recuerdo y su roots reggae perduran hasta hoy.

## Legado Familiar
De los 10 hijos de Dennis Brown, varios se han dedicado al mundo musical siguiendo el importante impacto del trabajo de su padre. Entre ellos destaca su hija menor, Marla Brown, quién por méritos propios ya ha sido reconocida a nivel internacional actuando en algunos de los más prestigiosos festivales internacionales, y considerada como una cantante con un futuro prometedor en el Reggae.

## Discografía
- Taxi 3 Trio (con Gregory Isaacs & Sugar Minott) (2006)
- A Little Bit More: Joe Gibbs 12" Selection 1978-1983 (2006)
- Sledgehammer Special (con King Tubby 2006)
- Super Reggae & Soul Hits (2006)
- Dennis Brown Conqueror: An Essential Collection (2004)
- The Complete A&M Years (2003)
- Dennis Brown In Dub (con Niney the Observer 2002)
- Memorial: Featuring John Holt (2002)
- The Promised Land 1977-79 (2002)
- Academy (2000)
- May Your Food Basket Never Empty (2000)
- The Great Mr Brown (1999)
- Bless me Jah (1999)
- Love Is So True (1999)
- Could It Be (1996)
- Milk and Honey (1996)
- Heaven (1995)
- Temperature Rising (1995)
- 3 Against War (1994)
- Blood Brothers (1994)
- Light My Fire (1994)
- Nothin Like This (1994)
- Party Time (1994)
- Vision of the reggae king (1994)
- Cosmic Force (1993)
- The General (1993)
- Unforgetable (1993)
- Another Day In Paradise (1992)
- Blazing (1992)
- Friends For Life (1992)
- Limited Edition (1992)
- Victory is Mine (1991)
- Over Proof (1990)
- Sarge (1990)
- Unchallenged (1990)
- No Contest (1989)
- Inseparable (1988)
- In Concert (1987)
- So Amazing (1987)
- Brown Sugar (1986)
- Hold tight (1986)
- Slow Down (1985)
- Judge Not (1984)
- Love Has Found It's Way (1982)
- Yesterday, Today & Tomorrow (1981)
- Money in my pocket (1970)
- Joseph's Coat of Many Colours (1979)
- Live at Montreux (1979)
- Words of Wisdom (1979)
- 20th Century DEB-wise (1978)
- Wolf and Leopards (1977)
- Visions (1976)
- If I Follow My Heart (1972)
- Super Reggae And Soul Hits (1972)
- No man is an island (1970)